# 1990 في التلفزيون البريطاني
هذه قائمة بالأحداث المتعلقة التي حدثت بالتلفزيون البريطاني منذ عام 1990.

## الأحداث

### يناير
- 1 يناير -
  - تشمل أبرز الأحداث في يوم رأس السنة الجديدة على قناة BBC1 العرض التلفزيوني البريطاني الأول لمسلسل Grease 2 و Out of Africa.[1]
  - يظهر السيد بين ، بطولة روان أتكينسون، لأول مرة على قناة ITV .
- 2 كانون الثاني (يناير) - تم تغيير اسم البرنامج الإخباري الليلي الرائد لتلفزيون غرناطة Granada Reports ليصبح Granada Tonight .
- 3 يناير - عرض سلاحف Teenage Mutant Hero Turtles على قناة BBC1.[2] تم تغيير العنوان الأصلي للمسلسل في الولايات المتحدة، Teenage Mutant Ninja Turtles لسوق المملكة المتحدة بسبب الجدل الدائر حول النينجا والأسلحة ذات الصلة مثل الننشاكو.[3] تم تعديل تسلسل المقدمة بشكل كبير بسبب هذا، واستبدل كلمة ninja بكلمة hero أو fight ، باستخدام شعار باهت رقميًا بدلاً من النقطة المتحركة، وإزالة أي مشاهد يستخدم فيها مايكل أنجلو nunchaku.[4] تم أيضًا تحرير مشاهد مايكل أنجلو باستخدام الننشاكو من الحلقات نفسها، مما دفع المنتجين الأمريكيين إلى إسقاط الأسلحة من المسلسل تمامًا، من أجل جعل العرض أكثر ملاءمة للسوق الدولية.
- 6 يناير -
  - مسلسل Baywatch ، الذي أنتجته شبكة NBC في الولايات المتحدة، يظهر لأول مرة على التلفزيون البريطاني على قناة ITV. أثبت المسلسل شعبيته لدى مشاهدي قناة ITV ، حيث وصل عدد مشاهديه بانتظام إلى 13 مليونًا. عندما ألغت NBC المسلسل بعد موسمه الأول، تعاونت قناة ITV مع اتحاد دولي من المذيعين لرعاية العرض لمواسم أخرى.[5] ينتهي المسلسل في عام 2001، بعد 11 عامًا.[6]
  - يبث ITV أول ظهور تلفزيوني بريطاني لفيلم Jekyll &amp; Hyde ، وهو فيلم مخصص للتلفزيون من بطولة مايكل كين وشيريل لاد.
- 8 يناير - تم إنتاج أغنية الأطفال الكلاسيكية الشهيرة Nellie the Elephant في سلسلة رسوم متحركة مدتها 5 دقائق على قناة ITV تعرض أصوات المغني لولو والممثل المخضرم والكوميدي والمؤلف والمقدم والمؤرخ والناشط السياسي توني روبنسون. الحلقة الأولى "Nellie and the Ghost" تبث على قناة ITV وتم عرضها كل يوم اثنين وستستمر حتى 9 أبريل مع "Nellie Rescues Mrs Maple's Moggy". سيعود المسلسل في 5 سبتمبر مع "Nellie Goes Ballooning" وسيتم نقله إلى يوم الأربعاء. سيتم بث الحلقات الثلاث الأخيرة في يناير 1991 مع عرض الحلقة الأخيرة في 21 يناير.
- 9 يناير - The Secret Cabaret ، برنامج سحري مبتكر وصادم استضافه الساحر Simon Drake ، يعرض على القناة الرابعة.
- 14 يناير - ذكرت صحيفة الأوبزرفر أن TVS بدأت في البحث عن مشتر لحصة 49٪ في شركة الإنتاج الأمريكية MTM Enterprises ، التي اشترتها في عام 1988 [7]
- 24 يناير - 3 فبراير - تبث بي بي سي دورة ألعاب الكومنولث لعام 1990 . يبقى BBC1 على الهواء طوال الليل لتقديم تغطية حية.
- 31 يناير - العرض التلفزيوني البريطاني الأول لفيلم جيمس بوند A View to a Kill على ITV.[8]
- كانون الثاني (يناير) - لأول مرة، تم توصيل Emmerdale بالشبكة عبر جميع قنوات ITV تقريبًا، حيث يتم بثها في الساعة 19:00 يومي الثلاثاء والخميس.
- يناير - تلفزيون Chrysalis يتسلم عقد إنتاج LWT News.[9]

### فبراير
- 2 شباط / فبراير - عرض فيلم Two of Us التلفزيوني عن مثليي الجنس في مدارس بي بي سي على BBC2. يتم عرضه في جزأين، في أوقات الغداء المتتالية يوم الجمعة.[10] وكانت القناة قد عرضت الفيلم في وقت متأخر من الليل في مارس 1988.[11]
- 5 فبراير - تم تشفير قناة Sky Movies وأصبحت أول قناة مدفوعة من Sky.
- 11 فبراير - بثت تغطية حية لإطلاق سراح زعيم المؤتمر الوطني الأفريقي نيلسون مانديلا من سجن فيكتور فيرستر بالقرب من كيب تاون بجنوب إفريقيا.
- 13 فبراير - ظهرت سلسلة الخيال العلمي الأمريكية Quantum Leap لأول مرة على قناة BBC2.[12]
- 19 فبراير - تم عرض الإصدار الأول من السلسلة الوثائقية للقناة الرابعة، «أحدث القطع» .
- 20 فبراير - ستيف مكفادين يظهر لأول مرة كشخصية EastEnders فيل ميتشل. ظهر روس كيمب لأول مرة بصفته شقيق فيل، جرانت في حلقة تم بثها بعد يومين.

### مارس
- 4 مارس - ذكرت صحيفة الأوبزرفر أنها أقامت شراكة مع التليفزيون المركزي لإنشاء مراقب مركزي، لإنتاج أفلام ذات طابع بيئي لقنوات البث الفضائي البريطانية والقنوات الأرضية، بتمويل من مؤسسة التليفزيون الخيرية للبيئة.[13]
- 12 مارس - قبل أول انتخابات تشريعية حرة في جمهورية ألمانيا الديمقراطية (GDR)، تبث قناة BBC1 نسخة من بانوراما يقدم فيها فريد إيمري تقارير من جمهورية ألمانيا الديمقراطية وألمانيا الغربية حول الفرص والتوترات التي تواجه الألمان.[14]
- 20 مارس - المستشار جون ميجور يسلم أول ميزانية يتم عرضها على التلفزيون.[15]
- 25 مارس - انطلقت محطة البث عبر الأقمار الصناعية البريطانية (BSB) عبر الكابل في المملكة المتحدة كمنافس لقناة Sky Television التي أطلقت في العام السابق.
- 26 مارس - ظهر صابون الخيال العلمي Jupiter Moon لأول مرة على قناة Galaxy . تم بدء تشغيل 150 حلقة، ولكن تم بث 108 حلقة فقط قبل إلغاء المسلسل في ديسمبر.
- 27 مارس - تبث BBC 1 أول حلقتين من حلقات الفلاش باك من EastEnders كجزء من القصة التي هربت فيها ديان بوتشر (لعبت دورها صوفي لورانس) من منزلها. تظهر الحلقات أن فرانك بوتشر (مايك ريد) سيقابل ابنته المراهقة في محطة كينغز كروس بعد أن اتصلت به بعد غياب دام ثلاثة أشهر. تتخلل المشاهد التي تُظهر فرانك وهي تنتظر ديان ولم شملهما اللاحق مع ذكريات الماضي حتى يناير والتي تُظهر خروجها من المنزل والعيش في ظروف قاسية في الشوارع.[16] أجرت صوفي لورانس بحثًا بين الأشخاص المشردين الحقيقيين من أجل القصة.[17]
- 28 مارس - بثت قناة آي تي في الدراما الوثائقية لتلفزيون غرناطة، من قصف برمنغهام؟ . البرنامج، الذي يبحث في تفجيرات عام 1974 في برمنغهام وإدانة برمنغهام ستة أسماء عدة أشخاص يعتقد أنهم كانوا وراء التفجيرات.[18]
- 31 مارس - عادت فرصة Knocks إلى BBC1 لسلسلة عام 1990 بعنوانها الأصلي، وباستضافة Les Dawson.[19]

### أبريل
- 1 أبريل - تبث Sky Movies أول حدث خاص لها - اتحاد المصارعة العالمي WrestleMania VI .
- 3 أبريل - بثت قناة ITV الفيلم الوثائقي الأول يوم الثلاثاء الطفل Sonia's Baby ، وهو قصة شجار امرأة مع المؤسسة الطبية لإنجاب طفل أنبوب اختبار باستخدام الحيوانات المنوية لزوجها الراحل.[20]
- 6 أبريل - التلفزيون لأول مرة في المملكة المتحدة من الخيال العلمي الكوميدي الأطفال الأسترالي جولة تويست على BBC1.[21]
- 14 أبريل - بدأ BBC2 في عرض 91 جزءًا من المسلسل الهندي لعام 1988، Mahabharat ، وهو مسرحية للقصيدة الملحمية Mahabharata . يُعرض البرنامج باللغة الهندية مع ترجمة باللغة الإنجليزية، ويتكرر في اليوم التالي في وقت متأخر من الليل على BBC1.[22] [23]
- 16 أبريل -
  - BBC1 يبث نيلسون مانديلا - تكريم دولي ، حفلة موسيقية أقيمت في استاد ويمبلي تكريما لنيلسون مانديلا. يضم الحفل عددًا من الموسيقيين البارزين، بما في ذلك أنيتا بيكر وتريسي تشابمان وستانلي كلارك وناتالي كول وجورج ديوك وبيتر غابرييل وباتي لابيل. نيلسون مانديلا هو أيضا من بين الحضور.[24]
  - تبث قناة BBC1 Wogan on Ice ، وهو إصدار خاص من برنامج دردشة Terry Wogan الذي يمنح المشاهدين فرصة نادرة لمشاهدة راقصي الجليد Jayne Torvill وChristopher Dean وهما يؤديان معًا. الثنائي، الذي حقق نجاحًا خلال دورة الألعاب الأولمبية الشتوية لعام 1984 ، يظهران معًا في المملكة المتحدة لأول مرة منذ عام 1985.[25]
- 21 نيسان (أبريل) - الحلقة الختامية من السلسلة الثالثة من ITV's You Bet! ، وآخر ما سيقدمه بروس فورسيث.
- 29 نيسان / أبريل - إطلاق البث الفضائي البريطاني عبر القنوات الفضائية.

### مايو
- 5 مايو - فاز الإيطالي توتو كاتوجنو في مسابقة الأغنية الأوروبية لعام 1990 بأغنية «معًا: 1992».
- 6 مايو - موعد عرض حلقة Everyman A لعبة الجنود ، وهو فيلم وثائقي يهتم بمجموعة من الجنود يستكشفون مشاعرهم بشأن التدريب على القتل.[26]
- 10 مايو - تلقى مشروع قانون البث قراءته الثالثة في مجلس العموم وتم تمريره بأغلبية 259 صوتًا مقابل 180 صوتًا.[27]
- 19 مايو - هيلين رولاسون يصبح أول مذيعة الإناث على BBC1 في المدرج.[28]
- 22 مايو - قناة ITV تبث «حصان طروادة»، حلقة من The Bill قتل فيها شخصية PC Ken Melvin (الذي يؤديه Mark Powley) أثناء محاولته إيقاف سيارة مفخخة، عندما انفجرت قنبلة.
- 27-28 مايو - ITV تُطلق ثاني قناة Telethon على مستوى البلاد.
- 28 مايو - بثت قناة ITV إصدارًا خاصًا من Coronation Street كجزء من Telethon حيث تعود هيلدا أوغدن (جان ألكسندر) في زيارة خاصة.

### يونيو
- 2 يونيو - أنهت فرصة Knocks مسيرتها على BBC1 بعد أربع سلاسل مع نهائي 1990.[29]
- 8 يونيو - 8 يوليو - تقدم كل من BBC و ITV تغطية تلفزيونية لكأس العالم لكرة القدم 1990 .
- 15 يونيو - يتم عرض الإصدار الأول من Art Attack with Neil Buchanan على قناة الأطفال ITV .
- 20 يونيو - علق آرتشي ماكفيرسون على آخر مباراة له في كرة القدم مع بي بي سي اسكتلندا مع مباراة كأس العالم ضد البرازيل في إيطاليا والتي فازت بها البرازيل 1-0 وترك اسكتلندا خرجت من النهائيات. تم استبداله لاحقًا بـ Jock Brown كمعلق رئيسي كان قد علق على نفس المباراة على STV عندما عاد Sportscene في 25 أغسطس. تم استبدال براون بجيري ماكني في فيلم Scotsport الذي تم عرضه في اليوم التالي.
- 24 يونيو - فيلم الخيال العلمي The Terminator ، بطولة أرنولد شوارزنيجر وليندا هاميلتون ، يستقبل العرض الأول لشبكة التلفزيون على BBC2 كجزء من قناة Moviedrome strand.[30]
- 28 يونيو - عرض المسلسل الهزلي في انتظار الله لأول مرة على BBC1.[31]

### يوليو
- 2 يوليو -
  - تبث قناة ITV فيلم توم ماكغورك عزيزي سارة ، وهو مسرحية عن رسائل جوزيبي كونلون إلى زوجته سارة بعد إدانته كواحد من «ماجواير السبعة» بزعم صنع قنابل الجيش الجمهوري الإيرلندي.[32]
  - برنامج مسابقات القناة الرابعة يحتفل العد التنازلي بإصداره رقم 1000.[33]
- 5 يوليو - قامت عائلة تافيرنير بأول ظهور لها في EastEnders ؛ الآباء سلستين وإيتا (الذي تضطلع به ليروي جولدنج وجاكي جوردون لورانس)، أطفالهم كلايد (ستيفن ودكوك)، هاتي (ميشيل غايل) ولويد (غاري الجسور)، وجده جول (تومي إيتل).[34]
- 6 يوليو - تقدم القناة الرابعة حلقة أسبوعية ثالثة من مسلسلها Brookside ، تُبث مساء يوم الجمعة. المسلسل يبث الآن أيام الاثنين والأربعاء والجمعة.
- 7 يوليو - في روما، عشية المباراة النهائية لكأس العالم لكرة القدم 1990 ، غنى الثلاثة تينورز معًا لأول مرة. يتم بث الحدث على الهواء مباشرة على شاشة التلفزيون ويشاهده ملايين الأشخاص في جميع أنحاء العالم. يسلط الضوء على أداء لوسيانو بافاروتي لنيسون دورما من أوبرا جياكومو بوتشيني توراندوت.
- 9 يوليو - استبدلت قناة Anglia Television برنامجها الإخباري حول Anglia بـ Anglia News . البرنامج عبارة عن خدمة إخبارية مزدوجة جديدة، مع بث كل من إصداري Anglia News من نورويتش. يعمل الصحفيون أيضًا في سبع غرف أخبار إقليمية ومكتب وستمنستر.[35] بدأت أنجليا أيضًا في تقديم خدمات إخبارية منفصلة لمنطقة شرق وغرب منطقة أنجليا منذ هذا التاريخ.[36] [37]
- 13 يوليو - العرض الأول لشبكة التلفزيون لمغامرة الخيال العلمي لمايكل شولتز Timestalkers على قناة BBC1 ، بعد أن تم تأجيل الفيلم من 25 يونيو.[38]
- 19 يوليو - صوت النواب لجعل الإجراءات المتلفزة لمجلس العموم ميزة دائمة.
- 21 يوليو - الظهور الأول لمسلسل نجوم في عيونهم على قناة ITV ، وهو مسلسل قدمته ليزلي كروثر حيث ينتحل أفراد الجمهور شخصية مطربيهم المفضلين.
- 31 يوليو - يتم عرض الإصدار الأخير من «الإعلانات الهندسية» على القناة 4 في تمام الساعة 5.45 صباحًا.[39]

### أغسطس
- 10 أغسطس - الظهور الأول للبرنامج الموسيقي للقناة الرابعة The Word .
- 14 أغسطس - بدأت قناة BBC1 تكرار فيلم الإثارة النيوزيلندي المكون من ثمانية أجزاء، Steel Riders.[40]
- 18 أغسطس - إطلاق القمر الصناعي Marcopolo الثاني من BSB.
- 20 أغسطس - الحلقة الأخيرة من Miami Vice ، Freefall يتم عرضها على BBC1.[41]
- 25 أغسطس - فازت ماكسين باري بأداء دور شيرلي باسي في السلسلة الأولى من نجوم في عيونهم .
- 31 أغسطس - قامت قناة BBC1 ببث العرض الأول لفيلم Miracles ، وهو فيلم كوميدي لجيم كوف عام 1986 من بطولة توم كونتي وتيري جار.[42]

### سبتمبر
- 2 سبتمبر -
  - يبث BBC1 العرض الأول لشبكة التلفزيون Heartsounds ، وهو فيلم يستند إلى كتاب السيرة الذاتية لمارثا وينمان لير، وبطولة جيمس غارنر وماري تايلر مور.[43]
  - يتم بث سلسلة الرسوم المتحركة الطويلة The Simpsons في المملكة المتحدة لأول مرة، حيث ظهرت لأول مرة على Sky1.[44] Call of the Simpsons هي الحلقة الأولى التي يتم عرضها على Sky.
- 5 سبتمبر - افتتاح مبنى بي بي سي الجديد في وايت سيتي.
- 7 سبتمبر - بعد ثماني سنوات من الغياب، عادت لعبة The Generation Game على قناة BBC1 مع بروس فورسيث كمضيف عائد وروزماري فورد كمضيفة.[45]
- 8 سبتمبر - قبل عرض المملكة المتحدة للحلقة 1000th من Neighbours ، BBC1 يبث Neighbours 1،000th Episode Celebration ، وهو برنامج تلفزيوني خاص أنتجته شبكة أستراليا Ten Network Ten التي جمعت أعضاء فريق التمثيل السابقين والحاليين للاحتفال بهذه المناسبة.[46]
- 9 سبتمبر - كجزء من سلسلة Screen One ، تعرض BBC1 الدراما الكوميدية الرائدة طفل Frankenstein's Baby والتي تستكشف موضوع حمل الذكور.[47] [48]
- 10 سبتمبر - عاد ThunderCats إلى BBC1 بالنصف الثاني من السلسلة الأولى. ومع ذلك، نظرًا للمخاوف المتعلقة باستخدام الأسلحة التي أحدثتها Teenage Mutant Hero Turtles ، فإن هذه الدفعة التالية ستحتوي على جميع مشاهد Panthro مع قطع nunchakus بالكامل.
- 13 سبتمبر - قناة BBC1 تعرض الحلقة رقم 1000 من برنامج Neighbours . تحتوي الحلقة على قصة انخرطت فيها الشخصيات دي كلارك وجين هاريس (يلعبها بول كين وآني جونز).[49]
- 15 سبتمبر - قدم ريموند باكستر تغطية قناة بي بي سي 1 الحية لماضي الذبابة والاستعراض في قصر باكنغهام بينما تحتفل القوات الجوية الملكية بالذكرى الخمسين لمعركة بريطانيا.[50]
- 16 سبتمبر - كليف ميشيلمور يقدم تغطية BBC1 لمعركة خدمة بريطانيا من كنيسة وستمنستر، التي يقودها رئيس أساقفة كانتربري القس. دكتور روبرت رونسي.[51]
- 17 سبتمبر - بث BBC1 نسخة خاصة من Blue Peter تسافر فيها إيفيت فيلدنغ إلى مونتسيرات لتقديم تقرير عن الجهود المبذولة لإعادة بناء الجزيرة، والتي تعرضت لأضرار واسعة النطاق عندما ضربها إعصار هوغو في 17 سبتمبر 1989.[52]
- 23 سبتمبر - الظهور الأول في دراما الشاشة الأولى Sweet Nothing ، والتي تتناول موضوع الشباب المشردين في لندن.[53]
- 24 سبتمبر -
  - أطلق تلفزيون يوركشاير إخبارًا ثالثًا دون الإقليمي عن جنوب يوركشاير وشمال ديربيشاير بعنوان «الجنوب» ويبث من شيفيلد بينما يستمر بث «إيست» (هال) في شرق يوركشاير ولينكولنشاير وشمال نورفولك ويتم بث أخبار التقويم إلى بقية المنطقة (غرب وشمال يوركشاير).
  - فازت Joan Bunting بسلسلة MasterChef لعام 1990.
- 25 سبتمبر - عرض ITV العرض الأول لمسلسل الرسوم المتحركة الخيالي للأطفال The Dreamstone .
- 26 سبتمبر - Star Trek: The Next Generation تظهر لأول مرة على التلفزيون البريطاني على بي بي سي 2، مع الحلقة الطويلة «لقاء في Farpoint».[54]
- 30 سبتمبر - تبث قناة Galaxy BSB الحلقة التجريبية من Heil Honey I'm Home! ، مسلسل كوميدي مثير للجدل يصور أدولف هتلر وإيفا براون. العرض يجذب الكثير من الانتقادات ويتم إلغاؤه بعد حلقة واحدة. تم تسجيل عدة حلقات أخرى، لكن لم يتم بث أي منها على الإطلاق.

### أكتوبر
- 2 أكتوبر - أول ثلاثاء وثائقي يتأرجح تحت الصليب المعقوف يبث على قناة ITV. يبحث البرنامج في موسيقى الجاز في ظل النظام النازي ويرواه آلان بلاتر.[55]
- 3 أكتوبر - تم عرض المسلسل الكوميدي لراديو بي بي سي 1 The Mary Whitehouse Experience على التلفزيون مع سلسلة على BBC2 [56]
- 15 أكتوبر -
  - أطلقت BBC1 خدمة صباحية جديدة في أيام الأسبوع تسمى Daytime UK.[57] مرتبطة مباشرة من برمنغهام وتعمل لمدة أربع ساعات، من الساعة 8.50 صباحًا حتى وقت الغداء، وتشمل الخدمة الجديدة ملخصات إخبارية إقليمية كل ساعة، يتم بثها بعد نشرات الأخبار على مدار الساعة.
  - يعود Fireman Sam إلى BBC 1 لسلسلة جديدة مع شخصية جديدة تُدعى Penny Morris.
- 18 تشرين الأول (أكتوبر) - أصبحت نسخة اليوم من برنامج «وقت السؤال من إدنبرة» على قناة بي بي سي 1 هي النسخة الأولى من البرنامج التي تضم ستة مشاركين بعد أن تطلب التأخير استبدال ضيفين في اللحظة الأخيرة. كان من المقرر في الأصل ظهور توني بين ومارجريت إيوينج وأندرو نيل ومالكولم ريفكيند، لكن مينزيس كامبل وماغنوس لينكلاتر تمت صياغتهما عندما يتأخر بين ونيل. وصل بين ونيل بعد ذلك 20 دقيقة في البرنامج وانضموا إلى المناقشة.
- 23 أكتوبر - استقبل المسلسل الدرامي «توين بيكس» للمخرج ديفيد لينش أول عرض تلفزيوني بريطاني في الساعة 9:00 مساءً على قناة BBC2.[58]
- 29 أكتوبر - الظهور الأول لـ Keeping Up Appearances ، وهو مسلسل هزلي من بطولة باتريشيا روتليدج على BBC1.[59]
- 30 أكتوبر - الظهور الأول لـ The Sentence ، سلسلة وثائقية من ثمانية أجزاء من BBC2 تبحث في الحياة داخل معهد Glen Parva Young Offenders Institute بالقرب من ليستر، أكبر سجن في أوروبا من نوعه. وهذه هي المرة الأولى التي يُسمح لطاقم تلفزيوني بدخول السجن.[60]

### نوفمبر
- 2 نوفمبر - اندمجت BSB مع Sky Television ، لتصبح British Sky Broadcasting (BSkyB). من بين قنوات بي إس بي الخمس، تبقى اثنتان فقط، قناة الفيلم والقناة الرياضية، على الهواء لفترة طويلة، على الرغم من إعادة تسمية كليهما في النهاية. تم إغلاق Galaxy مع تسليم أجهزة الإرسال والاستقبال الخاصة بها إلى Sky One ، والآن تم استبدالها في الغالب بـ Sky News وتبقى محطة الطاقة على الهواء حتى 8 أبريل 1991 قبل أن يتم استبدالها بـ MTV .
- 9 نوفمبر - تم نقل الكلمة من الساعة 6 مساءً إلى وقت متأخر من الليل.
- 11 نوفمبر - في الساعة 10.40 مساءً، تبث قناة ITV برنامجًا خاصًا لأخبار ITN يتحدث فيه تريفور ماكدونالد إلى صدام حسين. وفي أول مقابلة له مع محطة بريطانية منذ غزو بلاده للكويت في آب (أغسطس) الماضي، دعا الرئيس العراقي إلى محادثات ومحاولات لربط أزمة الخليج الجارية بالقضية الفلسطينية.[61]
- 12 نوفمبر - المسلسل التلفزيوني البريطاني / السويسري للأطفال Pingu يعرض لأول مرة على BBC1.[62]
- 18 تشرين الثاني (نوفمبر) - 23 كانون الأول (ديسمبر) - اختتم تسلسل بي بي سي لسجلات نارنيا بالقصة الرابعة والأخيرة، الكرسي الفضي ، في ستة أجزاء.[63] [64]
- 20 نوفمبر -
  - لقاء المذيع جون سرجنت الشهير مع مارجريت تاتشر على درج السفارة البريطانية في باريس. كان ينتظر تاتشر على أمل سماع رد فعلها على الاقتراع الأول في مسابقة قيادة الحزب عام 1990، فقط ليتم إبعاده من قبل السكرتير الصحفي، السير برنارد إنغام، عندما خرجت تاتشر من المبنى. فاز الرقيب في وقت لاحق بجائزة نقابة الصحافة البريطانية لأفضل بث لهذا العام.
  - يبث BBC1 The Maze - Enemies Inside ، قصة داخلية خاصة تبحث في الحياة داخل سجن Maze في أيرلندا الشمالية.[65]
  - حلقة من Emmerdale حيث تغني Malandra Burrows (مثل Kathy Merrick) "Just This Side of Love"، وهي أغنية أصدرها بوروز لاحقًا كأغنية فردية. تم إصدار الأغنية في 26 نوفمبر، وهي تدخل مخطط الفردي في المملكة المتحدة في المرتبة 44، قبل أن تقضي ثمانية أسابيع في أعلى 60 أغنية وتبلغ ذروتها في المرتبة 11 في 22 ديسمبر.
- 22 تشرين الثاني (نوفمبر) - بعد استقالة مارغريت تاتشر كرئيسة للوزراء، نُقلت النسخة المسائية من برنامج Question Time ، الذي يبث من مركز باربيكان في لندن، في جزأين، مع لوحتين مختلفتين. الجزء الأول يضم Enoch Powell وDavid Owen وJames Callaghan وSimon Jenkins ، بينما مايكل هوارد، وNigel Lawson ، وPaddy Ashdown ، و Roy Hattersley هم أعضاء الفريق في الجزء الثاني.
- 25 نوفمبر -
  - يبث BBC1 الحلقة الأخيرة من Howards 'Way.[66]
  - تختتم الحلقة الثالثة من السلسلة التاسعة من Spitting Image بفيلم يعرض لقطات لأزمة المشردين في بريطانيا والتي تعرض محاكاة ساخرة لأغنية Dionne Warwick لعام 1964 " Walk on By ". تم تقديم القطعة كإحدى تركات حكومة مارجريت تاتشر، وهي نادرة بالنسبة للمسلسل حيث لم يتم استخدام أي دمى.[67]
- نوفمبر - حصل قانون البث لعام 1990 على الموافقة الملكية. يمهد القانون الطريق لتحرير صناعة البث التجاري البريطاني، وسيكون له عواقب عديدة على نظام ITV.[68] [69] يحدد القانون أيضًا شروط الترخيص لقناة تلفزيونية خامسة في المملكة المتحدة، والتي يجب أن تكون قناة ترفيهية عامة ذات اختصاص لبعض خدمات البث العامة. بالإضافة إلى ذلك، من المقدر أن تصل تغطية القناة إلى 74٪ فقط من المملكة المتحدة، وسيتعين إجراء عملية إعادة ضبط الفيديو.[70]

### ديسمبر
- 1 كانون الأول (ديسمبر) - مع مشاهدة وسائل الإعلام، تم ربط طرفي نفق الخدمة في نفق القناة معًا، ليربط بين بريطانيا وفرنسا لأول مرة منذ العصر الجليدي. ثم تحدث مصافحة بين الإنجليزي جراهام فاج والفرنسي فيليب كوزيت، وبعد ذلك يصعد عمال بريطانيون وفرنسيون إلى القطارات لإكمال الرحلة الأولى بين البلدين.[71] [72]
- 2 ديسمبر -
  - قناة ITV تكرر الحلقة الأولى من شارع التتويج مع اقتراب الصابون من الذكرى الثلاثين لتأسيسه.
  - تم إغلاق Galaxy و Now واستبدالهما على القمر الصناعي Marco Polo بواسطة Sky One وSky News على الرغم من عرض برامج الفنون لفترة قصيرة كخدمة إلغاء الاشتراك في عطلة نهاية الأسبوع من Sky News.
- 7 ديسمبر - تبث قناة BBC2 برنامج Your Move ، وهو برنامج تفاعلي رائد يُدعى فيه جمهور المنزل للعب الشطرنج ضد المعلم الكبير جوناثان سبيلمان باستخدام التصويت عبر الهاتف لتحديد كل خطوة.[73]
- 9 ديسمبر -
  - تستضيف Cilla Black " Happy Birthday Coronation Street" ، وهي أمسية ترفيهية على قناة ITV للاحتفال بالذكرى الثلاثين للصابون الطويل الأمد.[74]
  - في اللغة اليونانية قناة اليونانية TV - أول خدمة اللغات الأجنبية في المملكة المتحدة إلى أن تعطى رخصة البث من قبل لجنة التلفزيون المستقلة - يذهب على الهواء في لندن.
- 16 ديسمبر - BBC1 تبث العرض الأول لشبكة التلفزيون من The Muppets Take Manhattan ، الفيلم الطويل الثالث من بطولة Muppets.[75]
- 24 ديسمبر -
  - تعرض قناة BBC1 حلقة طويلة من برنامج All Creatures Great and Small ، وهي الحلقة الأخيرة التي يتم بثها في سلسلة طويلة.[76]
  - يُعرض أول فيلم من نوعه من والاس وغروميت، A Grand Day Out ، على القناة الرابعة.
- 25 ديسمبر -
  - ظهرت مغامرة الخيال العلمي ET للمخرج ستيفن سبيلبرغ عام 1982 لأول مرة على قناة BBC1 البريطانية.[77]
  - تبث القناة الرابعة محاضرة عيد ميلاد شارع التتويج ، وهي محاضرة ألقاها السياسي العمالي روي هاترسلي يناقش فيها جوانب المسلسل أمام جمهور مدعو، من بينهم بعض أعضاء فريق التمثيل في شارع التتويج . يتضمن البرنامج أيضًا بعض المقاطع الكلاسيكية من السلسلة.
- 26 ديسمبر -
  - تبث قناة BBC1 العرض الأول لشبكة التلفزيون لفيلم الرعب الخارق Poltergeist II ، [78] و Toto - Live in Paris ، وهو عرض حي نادر من Toto.[79]
  - تبث قناة ITV مقتبسة مصمّمة للتلفزيون عن رواية Lorna Doone الرومانسية التاريخية لـ RD Blackmore . يُشار إلى الفيلم، الذي أنتجته شركة Thames Television ، باختياره موقع التصوير، حيث تم تصوير اللقطات بالقرب من غلاسكو بدلاً من إعداد Exmoor للرواية.
- 27 ديسمبر -
  - تعرض قناة BBC1 الجزء الأول من الفيلم الأسترالي Bushfire Moon.[80] يتم عرض الجزء الثاني في اليوم التالي.
  - يبث BBC2 العرض الأول لشبكة التلفزيون لمغامرة جيم هينسون الخيالية عام 1982 The Dark Crystal.[81]
  - العرض التلفزيوني البريطاني الأول لمسلسل My Left Foot ، السيرة الذاتية للكاتب كريستي براون من تأليف جيم شيريدان، والتي تبثها قناة ITV.
- 31 كانون الأول (ديسمبر) - تشمل أبرز الأحداث في ليلة رأس السنة الجديدة على قناة BBC1 العرض الأول لشبكة التلفزيون للكوميديا الرومانسية Roxanne ، وهي إعادة رواية حديثة لمسرحية شعرية إدموند روستاند عام 1897 Cyrano de Bergerac.[82]

## لأول مرة

### بي بي سي الثانية
- 10 يناير - البرتقال ليس الفاكهة الوحيدة (1990)
- 2 فبراير - اثنان منا (1987)
- 13 فبراير - قفزة نوعية (1989-1993)
- 21 مارس - لن أعود أبدًا (1990)
- 30 مارس - حكايات إيسوب (1990)
- 6 أبريل - المتحدة (1990)
- 31 مايو - مارس (1990) [83]
- 18 سبتمبر - فوق القمر مع السيد بون (1990-1996)
- 19 سبتمبر - صورة الزواج (1990)
- 26 سبتمبر - ستار تريك: الجيل القادم (1987-1994)
- 27 سبتمبر - راب نيسبيت (1990-2014)
- 28 سبتمبر - هل حصلت على أخبار لك (1990 حتى الآن)
- 3 أكتوبر - تجربة ماري وايتهاوس (1990-1992)
- 7 أكتوبر - مغامرات سابان بينوكيو (1972-1973)
- 13 أكتوبر - القطع الصغيرة (1980)
- 23 أكتوبر - قمم التوأم (1990-1991 ، 2017)
- 24 أكتوبر - حقوق الدم (1989)
- 30 أكتوبر - الجملة (1990)
- 8 نوفمبر - برنامج هاري إنفيلد التلفزيوني (1990-1998)

### آي تي في
- 1 كانون الثاني / يناير - السيد بين (1990-1995)
- 5 يناير - مسروق (1990)
- 6 يناير -
  - جيكل وهايد (1990)
  - بايواتش (1989-2001)
- 7 يناير - الإنقاذ (1990)
- 8 يناير - نيللي الفيل (1990-1991)
- 10 يناير - Wowser (1989)
- 13 يناير - شارع يلوثريد (1989)
- 20 يناير - Kappatoo (1990-1992)
- 27 يناير - هاغارد (1990-1992)
- 7 فبراير -
  - إدارة البحث الجنائي (1990-1992)
  - لا وظيفة لسيدة (1990-1992)
- 28 فبراير - سباتز (1990-1992)
- 6 مارس - Chancer (1990-1991)
- 25 مارس - ليس مع دوي (1990)
- 26 مارس - <i id="mwBAA">يا لها من فوضى</i> (السلسلة 2) (1990)
- 27 مارس -
  - فينيكس هول (1990)
- 16 أبريل - لقد تم تأطيرك! (1990 إلى الوقت الحاضر)
- 19 أبريل - قلعة المغامرة (1990)
- 20 أبريل - الرئيس (1990-1995)
- 22 أبريل -
  - جيفيز ووستر (1990-1993)
  - الأوغاد المثاليون (1990-1992)
- 23 أبريل -
  - العائلات (1990-1993)
  - جوز الهند (1990)
- 1 مايو - اليد العليا (1990-1996)
- 2 مايو - فوق مسار الحديقة (1990-1993)
- 19 مايو - كازينو كانون آند بول (1990)
- 1 حزيران (يونيو) - السؤال 64000 دولار (1990-1993)
- 3 يونيو - أطلق النار لتقتل (1990)
- 15 يونيو - Art Attack (1990-2007 ITV ، 2011 حتى الآن ديزني)
- 27 يونيو - بيرتي الخفاش (1990)
- 9 يوليو - ITV News Anglia (1990 إلى الوقت الحاضر)
- 10 يوليو - تحت أغطية الفراش (1990)
- 21 يوليو - النجوم في عيونهم (1990-2006 ، 2015)
- 24 يوليو - صنع في الجنة (1990)
- 1 سبتمبر - مغامرات الجمال الأسود الجديدة (1990-1993)
- 3 سبتمبر - روزي وجيم (1990-2000)
- 7 سبتمبر - ملفات Piglet (1990-1992)
- 21 سبتمبر - بادينغتون بير (1989-1990)
- 24 سبتمبر - مسرح المدفع والكرات (1990)
- 25 سبتمبر - دريمستون (1990-1995)
- 26 سبتمبر - كيف 2 (1990-2006)
- 9 أكتوبر - She-Wolf of London (1990-1991)
- 26 أكتوبر - الساحل (1989)
- 12 نوفمبر - فريدي وماكس (1989)
- 14 تشرين الثاني (نوفمبر) - الأطباء (1990-1995)
- 29 ديسمبر - The Widowmaker (1990)

### القناة 4
- 2 يناير - غوفر! (1990)
- 9 يناير - The Secret Cabaret (1990-1992)
- 2 فبراير - المغول العظماء (1990)
- 15 فبراير - المتاهة الكريستالية (1990-1995 ، 2016 حتى الآن)
- 19 فبراير - كتنج إيدج (1990 إلى الوقت الحاضر)
- 27 فبراير - العندليب (1990-1993)

- 27 مارس - أوه، السيد تود ⟨1990⟩
- 5 مايو - برايت سباركس (1989)

- 25 مايو - فيك ريفز بيغ نايت أوت (1990-1991)
- 12 يونيو - مجموعة من ستة (1990)
- 27 يونيو - قطار المرق (1990)
- 14 يوليو - إلي وجولز (1990)
- 9 أغسطس - أسقط الحمار الميت (1990-1998)
- 10 آب (أغسطس) - الكلمة (1990-1995)
- 7 أكتوبر - بوبوبوبس (1988-1989)
- 8 أكتوبر - سنتربوينت (1990)
- 24 ديسمبر - يوم كبير بالخارج (1989)

### إس فور سي
- 17 سبتمبر - هينو (1990-2003 ، 2012 حتى الآن)

### سكاي وان
- 2 سبتمبر - عائلة سمبسون (1987 إلى الوقت الحاضر) (تكرر على BBC1 و BBC2 من 1996 إلى 2004 والقناة 4 من 2004 إلى الوقت الحاضر)
- 3 سبتمبر - الحب من النظرة الأولى (1990-1992)
- 3 أكتوبر - الأمة الغريبة (1989-1990)

### المجرة
- 26 مارس - كوكب المشتري (1990 ، 1996)
- 30 أبريل -
  - الضحك (1990)
  - زوجة الأسبوع (1990-1992)
- 5 مايو - لعبة القمر الصناعي (1990)
- مجهول -
  - جزيرة بليزارد (1988-1989)
  - { قلعة يوريكا (1989-1995)

### قناة الأطفال
- 14 مارس - Rude Dog and the Dweebs (1989)
- 1 سبتمبر - Captain N: The Game Master (1989-1991)

## القنوات

### قنوات جديدة
| تاريخ    | قناة                                                     |
| -------- | -------------------------------------------------------- |
| 25 مارس  | قناة الفيلم، القناة الرياضية، جالاكسي، محطة الطاقة، الآن |
| 28 يونيو | قناة الكمبيوتر                                           |

### القنوات البائدة
| تاريخ     | قناة           |
| --------- | -------------- |
| 29 نوفمبر | قناة الكمبيوتر |
| 1 ديسمبر  | حاليا          |
| 2 ديسمبر  | المجرة         |

### القنوات المعاد تسميتها
| تاريخ | اسم قديم   | اسم جديد       |
| ----- | ---------- | -------------- |
| مجهول | أفلام سكاي | سكاي موفيز بلس |

## برامج تلفزيونية

### تغييرات الانتماء إلى الشبكة
| عروض                | انتقل من     | انتقل إلى    |
| ------------------- | ------------ | ------------ |
| قناة الأطفال        | سكاي وان     |              |
| قناة الأطفال        | سكاي وان     | المخادعون    |
| كابودل              |              |              |
| الضجيج              | BBC1         |              |
| باجبوس              | BBC1         |              |
| ايفور المحرك        | BBC2         |              |
| Noggin the Nog      | BBC2         |              |
| جيتسونز             | ITV          | BBC1         |
| كلب وقح ودويبس      | قناة الأطفال | BBC1         |
| ماذا تقول الأوراق   | القناة 4     | BBC2         |
| { برايت سباركس      | القناة 4     | قناة الأطفال |
| سلاحف البطل المراهق | BBC1         | المجرة       |

## البرامج التلفزيونية المستمرة

### عشرينيات القرن الماضي
- بي بي سي ويمبلدون (1927-1939، 1946-2019، 2021 حتى الآن)

### الثلاثينيات
- سباق القوارب (1938-1939، 1946-2019)
- بي بي سي للكريكيت (1939، 1946-1999، 2020-2024)

### الأربعينيات
- تعال للرقص (1949-1998)

### الخمسينيات
- بانوراما (1953 حتى الآن)
- هذا الأسبوع (1956-1978، 1986-1992)
- ماذا تقول الأوراق (1956-2008)
- السماء في الليل (1957 إلى الوقت الحاضر)
- بلو بيتر (1958 إلى الوقت الحاضر)
- المدرج (1958-2007)

### الستينيات
- شارع التتويج (1960 إلى الوقت الحاضر)
- أغاني التسبيح (1961 - حتى الآن)
- العالم في العمل (1963-1998)
- توب أوف ذا بوبس (1964-2006)
- مباراة اليوم (1964 حتى الآن)
- السيد والسيدة (1964-1999)
- جاكانوري (1965-1996، 2006)
- سبورتس نايت (1965-1997)
- برنامج المال (1966-2010)
- المباراة الكبيرة (1968-2002)

### السبعينيات
- قوس قزح (1972-1992، 1994-1997)
- إميرديل (1972 حتى الآن)
- نيوزراوند (1972 حتى الآن)
- آخر نبيذ الصيف (1973-2010)
- هكذا الحياة! (1973-1994)
- أتمنى لو كنت هنا...؟ (1974-2003)
- أرينا (1975 إلى الوقت الحاضر)
- جيم سوف يصلحه (1975-1994)
- رجل واحد وكلبه (1976 إلى الوقت الحاضر)
- جرانج هيل (1978-2008)
- عرض بول دانيلز السحري (1979-1994)
- عرض التحف (1979 إلى الوقت الحاضر)
- وقت السؤال (1979 إلى الوقت الحاضر)

### 1980s
- الأطفال المحتاجون (1980 إلى الوقت الحاضر)
- برجراك (1981-1991)
- "Allo" Allo! (1982-1992)
- ووغان (1981-1992)
- بروكسايد (1982-2003)
- العد التنازلي (1982 إلى الوقت الحاضر)
- Timewatch (1982 إلى الوقت الحاضر)
- حق الرد (1982-2001)
- Good Morning Britain (1983-1992، 2014 حتى الآن)
- الثلاثاء الأول (1983-1993)
- الطريق السريع (1983-1993)
- الافلام (1983-1993، 1994-1995، 1997، 2000-01، 2012)
- Thomas the Tank Engine & Friends (1984 إلى الوقت الحاضر)
- وايد ويك كلوب (1984-1992)
- صورة البصق (1984-1996)
- مشروع القانون (1984-2010)
- سباق القناة الرابعة (1984-2016)
- عطلة بوسمان (1985-1993)
- إيست إندرس (1985 إلى الوقت الحاضر)
- تقرير كوك (1985-1998)
- Crosswits (1985-1998)
- الشاشة الثانية (1985-1998)
- مدمنو Telly (1985-1998)
- الإغاثة المصورة (1985 إلى الوقت الحاضر)
- الخبز (1986-1991)
- ضربات الفرشاة (1986-1991)
- الفيديو العاري (1986-1991)
- بون (1986-1992، 1995)
- ScreenPlay (1986-1993)
- كل ثانية مهمة (1986-1993)
- لوفجوي (1986-1994)
- دمى راغي (1986-1994)
- Beadle's About (1986-1996)
- عرض الرسم البياني (1986-1998، 2008-2009)
- ضحية (1986 إلى الوقت الحاضر)
- بدء البث المباشر! (1987-1993)
- مشاهدة (1987-1993)
- الزمان والمكان (1987-1996)
- كلورتس (1987-1995)
- الذهاب للذهب (1987-1996، 2008-2009)
- رسائل متسلسلة (1987-1997)
- ChuckleVision (1987-2009)
- بلاي بوكس (1987-1992)
- مسرحية واحدة (1988-1991)
- الكل متماسك (1988-1991)
- يمكنني فعل ذلك (1988-1991)
- بعد هنري (1988-1992)
- بارك أفينيو (1988-1992)
- الكونت دوكولا (1988-1993)
- أنت رانج يا سيد؟ (1988-1993)
- تتحدى! (1988-1997)
- أيام اللعب (1988-1997)
- حرق لندن (1988-2002)
- على السجل (1988-2002)
- خمسة عشر إلى واحد (1988-2003، 2013 حتى الآن)
- هذا الصباح (1988 إلى الوقت الحاضر)
- الأعمال الصعبة (1989-1991)
- بيت المرح (1989-1999)
- القناة الرابعة اليومية (1989-1992)
- إطلاقا (1989-1993)
- KYTV (1989-1993)
- Press Gang (1989-1993)
- الطيور على أشكالها (1989-1998، 2014 إلى الوقت الحاضر)
- قليلا من فراي ولوري (1989-1995)
- ديزموند (1989-1994)
- مايك وأنجلو (1989-2000)
- بودجر وبادجر (1989-1999)

## إنتهت في عام 1990
- 19 كانون الثاني (يناير) - موطن رووست (1985-1990)
- 27 يناير - بوب فول هاوس (1984-1990)
- 16 فبراير - كولين ساندويتش (1988-1990)
- 12 مارس - بلانكتي بلانك (1979-1990 ، 1997-2002)
- 16 مارس - كامبيون (1989-1990)
- 25 مارس - لا تنتظر (1983-1990)
- 9 أبريل - The Labors of Erica (1989-1990)
- 2 حزيران / يونيو - الفرصة تقرع (1956-1978، 1987-1990)
- 6 يونيو - اتصالات (1985-1990)
- 28 يوليو - باب المصيدة (1986-1990)
- 19 سبتمبر - أفضل ما في السحر (1989-1990)
- 1 أكتوبر - بيني كرايون (1989-1990)
- 25 نوفمبر -
  - لجنة تحكيم جوك بوكس (1959-1967، 1979، 1989-1990)
  - طريق هواردز (1985-1990)
- 27 نوفمبر - نادي الفردوس (1989-1990)
- 11 ديسمبر - هكسلي بيج (1989-1990)
- 13 ديسمبر - The Brollys (1990)
- 15 ديسمبر - عرض نويل يوم السبت (1988-1990)
- 24 كانون الأول (ديسمبر) - جميع المخلوقات الكبيرة والصغيرة (1978-1990)
- جوز الهند (1990)

## المواليد
- 1 مارس - هاري إيدن، ممثل
- 16 مايو - توماس برودي سانجستر، ممثل
- 18 يونيو - ممثل جاكوب أندرسون
- 29 يوليو - جوي إسيكس، شخصية تلفزيون الواقع
- 17 أكتوبر - سكارليت موفات، مقدمة برامج

## حالات الوفاة
| تاريخ     | اسم              | عمر | مصداقية سينمائية                                    |
| --------- | ---------------- | --- | --------------------------------------------------- |
| 8 يناير   | تيري توماس       | 78  | الممثل                                              |
| 14 يناير  | جوردون جاكسون    | 66  | ممثل (في الطابق العلوي، الطابق السفلي ، المحترفون)  |
| 23 يناير  | ديريك رويال      | 61  | الممثل                                              |
| 8 أبريل   | دورين سلون       | 56  | الممثلة (Coronation Street ، Emmerdale ، Brookside) |
| 2 مايو    | ديفيد رابابورت   | 38  | ممثل (وقت قطاع الطرق ، الساحر)                      |
| 21 مايو   | ماكس وول         | 82  | الممثل الكوميدي والممثل                             |
| 30 يونيو  | لين كارول        | 76  | ممثلة (شارع التتويج)                                |
| 14 نوفمبر | مالكولم موغيريدج | 87  | صحفي ومؤلف وشخصية إعلامية                           |